# 739–730 př. n. l.
Století: 9. století př. n. l. – 8. století př. n. l. – 7. století př. n. l.
Roky: 759 – 750 – 749 – 740 – 739–730 př. n. l. – 729–720 př. n. l. – 719 – 710

## Události
- 739 – Hiram II. se stal týrským králem.
- 738
  - Asyrský král Tiglatpilesar III. napadl Izrael a donutil ho k platbě tributu.
  - Severovýchodně od Poznaně (Polsko) byla postavena osada Biskupin.
- 737 a 736 – Král Tiglatpilesar III. Asyrský napadl Írán, podmanil si Médy a Peršany a mnohé pobil, zotročil nebo deportoval.
- 736 – Leócharés z Messénie vyhrál běh na jedno stadium na jedenáctých olympijských hrách.
- 735 – Na Sicílii byl založen Naxos jakožto kolonie Chalkidy z Euboie (tradiční datum).
- 734 – Syrakusy byly založeny jakožto kolonie měst Korint a Tenea pod vedením Archia z Korintu.
- 733 – Král Tiglatpilesar III. Asyrský dobyl Severní izraelské království a vyhnal jeho obyvatele do vyhnanství.
- 732
  - Asyrská vojska dobyla Damašek.
  - Hóšea se stal posledním izraelským králem.
  - Oxythemis z Koróneie vyhrál běh na jedno stadium na dvanáctých olympijských hrách.
- 730
  - Severní Egypt se osvobodil z nadvlády libyjských faraonů.
  - Osorkon IV. se po Pedubastovi II. stal králem 22. dynastie Egypta (přibližné datum).
  - Pije se po svém otci, Kaštovi, stal králem núbijského království Napata.
  - Mattan II. se po Hiramovi II. stal týrským králem.
  - Kolonisté z Naxosu založili Lentini na Sicílii.

## Úmrtí
- 734 př. n. l. – Nabu-Nasir, babylonský král
- 732 př. n. l. - Jótam, judský král

## Hlava státu
- Asýrie – Tiglatpilesar III.

## Významní lidé
- Süan Ťiang, čínská vévodkyně